# Vladan Vidaković
Vladan Vidaković (in serbo Владан Видаковић?; Novi Sad, 14 marzo 1999) è un calciatore serbo, centrocampista del Novi Pazar.

## Caratteristiche tecniche
È un centrocampista centrale.

## Carriera

### Club
Acquistato dallo Spartak Subotica nel 2019, ha debuttato fra i professionisti il 20 luglio dello stesso anno disputando l'incontro di prima divisione serba vinto 2-1 contro il Rad Belgrado.

### Nazionale
Nel 2015 ha giocato una partita con la maglia della nazionale serba Under-17.